# Saint-Jeoire
Saint-Jeoire är en kommun i departementet Haute-Savoie i regionen Auvergne-Rhône-Alpes i sydöstra Frankrike. Kommunen ligger i kantonen Saint-Jeoire som tillhör arrondissementet Bonneville. År 2022 hade Saint-Jeoire 3 423 invånare.

## Befolkningsutveckling
Antalet invånare i kommunen Saint-Jeoire
| Referens: INSEE |